# كوخ حارسات الغابة (مسرحية)
كوخ حارسات الغابة مسرحية أطفال كويتية. عرضت بعام 2014 كتابة وإخراج نجاة حسين.